# Калимов Жоламан
Жоламан Калимов (16 вересня 1938, село Бескарагай, тепер Аккулинського району Павлодарської області, Казахстан) — радянський казахський діяч, чабан державного племінного заводу «Бескаргайський» Леб'яжинського району Павлодарської області Казахської РСР. Член ЦК КПРС у 1990—1991 роках.

## Життєпис
З 1956 року — чабан державного племінного заводу «Бескаргайський» Леб'яжинського району Павлодарської області Казахської РСР.
Закінчив середню школу.
Член КПРС з 1970 року.
Подальша доля невідома.